# إميلي ليما
إميلي ليما (بالبرتغالية: Emily Lima‏) (29 سبتمبر 1980 بساو باولو في البرازيل - ) هي مدربة كرة قدم ولاعبة كرة قدم برازيلية وبرتغالية في مركز الوسط. لعبت مع نادي نابولي.

## وصلات خارجية
- إميلي ليما على موقع قاعدة بيانات كرة القدم.إي يو (الإنجليزية)